# Seamus McGarvey
Seamus McGarvey (Armagh, 29 giugno 1967) è un direttore della fotografia britannico.

## Biografia
Dopo essersi formato alla Scuola di cinema della University of Westminster di Londra, dove si è laureato nel 1988, Seamus McGarvey si è dedicato a cortometraggi e documentari. Ha diretto o curato la fotografia di oltre cento video musicali, per artisti del livello di U2, Rolling Stones, PJ Harvey, Robbie Williams, Paul McCartney e Coldplay.
Ha collaborato con l'artista Sam Taylor-Wood ad alcune sue opere, quali Atlantic, che nel 1998 le ha valso la candidatura al Turner Prize. In seguito McGarvey ha curato la fotografia dell'esordio cinematografico della Taylor-Wood, Nowhere Boy (2009).
Nel 2004 è stato insignito della Medaglia Lumiere della Royal Photographic Society per il suo contributo all'arte della fotografia cinematografica.
Per il suo lavoro nel film Espiazione (Atonement), diretto da Joe Wright, nel 2008 è stato candidato al Premio Oscar e al Premio BAFTA.

## Filmografia

### Cinema
- Look Me in the Eye, regia di Nick Ward (1994)
- Skin, regia di Vincent O'Connell - cortometraggio (1995)
- Butterfly Kiss - Il bacio della farfalla (Butterfly Kiss), regia di Michael Winterbottom (1995)
- Magic Moments, regia di Saul Metzstein - cortometraggio (1997)
- Harald, regia di Jürgen Egger (1997)
- Jump the Gun, regia di Les Blair (1997)
- L'ospite d'inverno (The Winter Guest), regia di Alan Rickman (1997)
- The Slab Boys, regia di John Byrne (1997)
- Zona di guerra (The War Zone), regia di Tim Roth (1999)
- I Could Read the Sky, regia di Nicola Bruce (1999)
- La mappa del mondo (A Map of the World), regia di Scott Elliott (1999)
- The Big Tease, regia di Kevin Allen (1999)
- Alta fedeltà (High Fidelity), regia di Stephen Frears (2000)
- Enigma, regia di Michael Apted (2001)
- The Hours, regia di Stephen Daldry (2002)
- Actors (The Actors), regia di Conor McPherson (2003)
- ...e alla fine arriva Polly (Along Came Polly), regia di John Hamburg (2004)
- Sahara, regia di Breck Eisner (2005)
- Destricted - episodio Death Valley, regia di Sam Taylor-Wood (2006)
- World Trade Center, regia di Oliver Stone (2006)
- La tela di Carlotta (Charlotte's Web), regia di Gary Winick (2006)
- Espiazione (Atonement), regia di Joe Wright (2007)
- Love You More, regia di Sam Taylor-Wood - cortometraggio (2008)
- Il solista (The Soloist), regia di Joe Wright (2009)
- Nowhere Boy, regia di Sam Taylor-Wood (2009)
- ...e ora parliamo di Kevin (We Need To Talk About Kevin), regia di Lynne Ramsay (2011)
- The Avengers regia di Joss Whedon (2012)
- Anna Karenina, regia di Joe Wright (2012)
- Godzilla, regia di Gareth Edwards (2014)
- Cinquanta sfumature di grigio (Fifty Shades of Grey), regia di Sam Taylor-Johnson (2015)
- Pan - Viaggio sull'isola che non c'è (Pan), regia di Joe Wright (2015)
- Animali notturni (Nocturnal Animals), regia di Tom Ford (2016)
- The Accountant, regia di Gavin O'Connor (2016)
- Life - Non oltrepassare il limite (Life), regia di Daniel Espinosa (2017)
- The Greatest Showman, regia di Michael Gracey (2017)
- 7 sconosciuti a El Royale (Bad Times at the El Royale), regia di Drew Goddard (2018)
- Greta, regia di Neil Jordan (2018)
- Cyrano, regia di Joe Wright (2021)
- The Accountant 2, regia di Gavin O'Connor (2025)
- Die My Love, regia di Lynne Ramsay (2025)

### Televisione
- La forza della mente (Wit), regia di Mike Nichols - film TV (2001)
- M - Il figlio del secolo – miniserie TV, 8 puntate (2025)